# Lentulův dopis
Lentulův dopis je údajný dopis římského prokurátora v Jeruzalémě Publia Lentula římskému Senátu, ve kterém popisuje Ježíše Krista. Hovoří o něm velmi nadšeně jako o mocném muži, který je lidem nazýván „prorokem pravdy“ a Synem Božím, jsou zde zmínky o jeho zázracích. Závěr dopisu, a tedy i účel jeho napsání, v textu chybí.
V dopise je podrobně popsán Ježíšův vnější vzhled a vystupování - podle dopisu byl Ježíš velmi krásný muž střední postavy, prostého, ale úctyhodného vzhledu, vlnitých hnědých vlasů, dlouhých až na ramena a upravených po vzoru starozákonních nazírů, jasné a přívětivé tváře bez jediné vrásky nebo kazu, hustých dlouhých vousů, vážného a skromného chování. Lentulus se také zmiňuje o tom, že se „nikdy nesmál, ale často plakal“. Tento popis odpovídá celkovému ikonografickému úzu zobrazování Ježíše Krista, jak ji písemně i obrazem zachycuje církevní tradice.
Publius Lentulus, který se v dopise tituluje jako prokurátor jeruzalémský, je historická postava, v dokumentu Res Gestae Divi Augusti je zmiňován jako římský konzul, ale mnohem dříve, v roce 18 př. n. l. O jeho působení ve funkci prokurátora v Jeruzalémě nejsou žádné další doklady a v dobách, do nichž zřejmě spadá veřejné působení Ježíše Krista, tato funkce patřila jiným osobám (jejich podrobnou chronologii uvádí Josephus Flavius: v letech 12-15 byl prokurátorem Judeje Annius Rufus, v letech 15-26 Valerius Gratus, v letech 26-36 Pilát Pontský).
Dopis většina církevních i mimocírkevních historiků považuje za podvrh či fikci: předně neodpovídá konvencím římských úředních dopisů (Judea byla císařskou provincií, její prokurátor by tedy nesměřoval svůj dopis Senátu, nýbrž císaři) a obsahuje četné hebraismy, odvozené očividně z novozákonních textů. Cituje také starozákonní knihu Žalmů, což je v dopise Římana Římanům podivné.
Dopis byl poprvé publikován koncem 15. století v Životě Kristově Ludolfa Kartuziána, ten však zřejmě není jeho autorem.